# Chirosia rametoka
Chirosia rametoka este o specie de muște din genul Chirosia, familia Anthomyiidae. A fost descrisă pentru prima dată de Masayoshi Suwa în anul 1974. Conform Catalogue of Life specia Chirosia rametoka nu are subspecii cunoscute.